# Between the wars
Between the wars is het dertiende studioalbum van Al Stewart. Het is een album met als thema het interbellum. Het was Stewart eerste album sinds tijden zonder Peter White en zijn eerste met muziekproducent Laurence Juber. Opnamen vonden plaats in Studio City, Sign of the scorpion. Het album haalde nergens de hitparade.

## Musici
- Al Stewart – vocal, gitaar, woodblock, synthesizer
- Laurence Juber – gitaars, banjo, zessnarige basgitaar, dobro, mandoline, synthesizer
- Bobby Bruce – viool
- Tim Landers – akoestische basgitaar
- Sam Riney – klarinet, sopraansaxofoon
- Guy Babylon – synthesizer, tack piano
- Steve Forman – percussie
- Suzoe Katayama – cello, accordeon
- Domenic Genova – arco bass
- Herman Beeftink – piano, synthesizer
- James Hutchinson – basgitaar
- Jim Keltner – slagwerk
- Robin Lamble – achtergrondzang
- Andrew Powell – synthesizer

## Muziek
| Nr. | Titel | Duur |
| --- | --- | ---- |
| 1.  | Night train to Munich (spionageverhaal ongelijk aan Night Train to Munich)                                                                        | 4:25 |
| 2.  | The age of rhythm (verwijzingen naar Dorothy Parker, Hedy Lamarr, Hoagy Carmichael en Bix Beiderbecke)                                            | 4:00 |
| 3.  | Sampan (verblijf in Indië met de sampan) | 3:37 |
| 4.  | Lindy comes to town (over Charles Lindbergh, verwijzing naar Calvin Coolidge en Beurskrach van 1929)                                              | 4:24 |
| 5.  | Three mules (De drie ezels zijn Ramsay MacDonald, Stanley Baldwin en Neville Chamberlain, die de dreiging van Nazi-Duitsland verkeerd inschatten) | 5:37 |
| 6.  | A league of notions (woordspeling op League of nations, Volkenbond en de problemen bij de oprichting daarvan)                                     | 4:17 |
| 7.  | Life between the wars | 2:47 |
| 8.  | Betty Boop’s Birthday (Betty Boop en haar filmpje Betty Boop's Birthday Party)                                                                    | 2:05 |
| 9.  | Marion the Chatelaine (over Marion Davies, maîtresse van William Randolph Hearst)                                                                 | 3:41 |
| 10. | Joe the Georgian (over Jozef Stalin) | 3:31 |
| 11. | Always the cause (over Spaanse Burgeroorlog met verwijzing naar het Bombardement op Guernica)                                                     | 3:18 |
| 12. | Laughing into 1939 (onbezorgde Oudejaarsavond 1938/1939; George VI en Elizabeth Bowes-Lyon ogen nerveus op balkon)                                | 4:15 |
| 13. | The black Danube (instrumentaal, de Donau ontspringt in het Zwarte Woud)                                                                          | 2:47 |